# Lyon County (Minnesota)
Lyon County is een county in de Amerikaanse staat Minnesota.
De county heeft een landoppervlakte van 1.850 km² en telt 25.425 inwoners (volkstelling 2000). De hoofdplaats is Marshall.